# Time Is Money
Time Is Money é o segundo álbum do rapper americano Styles P. Foi lançado dia 19 de Dezembro de 2006 pelas gravadoras Ruff Ryders/Interscope Records.

## Faixas
| #  | Música                       | Produtores    | Participações                       | Tempo |
| -- | ---------------------------- | ------------- | ----------------------------------- | ----- |
| 1  | "G-Joint"                    | Vinny Idol    | J-Hood                              | 3:15  |
| 2  | "Testify"                    | Hi-Tek        | Talib Kweli                         | 3:26  |
| 3  | "How We Live"                | Havoc         | Jadakiss                            | 3:53  |
| 4  | "Real Shit"                  | Scott Storch  | Gerald Levert                       | 3:32  |
| 5  | "Who Want a Problem (Remix)" | Neo Da Matrix | Swizz Beatz, Jadakiss & Sheek Louch | 3:22  |
| 6  | "Favorite Drug"              | Rashad        | Rashad                              | 3:33  |
| 7  | "Can You Believe It"         | Lil Jon       | Akon & Ludacris                     | 4:09  |
| 8  | "Kick It Like That"          | Neo Da Matrix | Jagged Edge                         | 4:16  |
| 9  | "I'm Black"                  | The Alchemist | Marsha Ambrosius do Floetry         | 3:45  |
| 10 | "Fire & Pain"                | Vinny Idol    | Sizzla                              | 4:19  |
| 11 | "Burn One Down"              | Vinny Idol    | Flipsyde                            | 3:25  |
| 12 | "Leave a Message"            | Dame Grease   | -                                   | 3:47  |

## Posições
| Posição           | 79    | 105    | 135     |  |  |  |  |  |  |  |  |  |  |  |  |
| Vendas por Semana | 69000 | 5,000  | 10,000  |  |  |  |  |  |  |  |  |  |  |  |  |
| Total             | 69000 | 74,000 | 84,000' |  |  |  |  |  |  |  |  |  |  |  |  |